# 川端志季
川端 志季（かわばた しき、7月2日 - ）は、日本の漫画家。東京都出身。血液型B型。デビュー作は『08:05の変顔さん』。
『宇宙（そら）を駆けるよだか』は、宝島社が主催する「このマンガがすごい!2016」オンナ編5位にランクインした。

## 作品リスト

### 漫画作品

#### 連載
- 宇宙を駆けるよだか（『別冊マーガレット』2014年10月号 - 2015年12月号）
- 箱庭のソレイユ[3]（『別冊マーガレット』2016年3月号[4][5] - 2017年6月号）
- 僕のオリオン[6]（『YOU』2018年3月号[7] - 11月号[8][9]、『Cocohana』2019年1月号[10] - 2021年10月号[11]）
- 世界で一番早い春[12]（『Kiss』2018年4月号[13] - 2021年6月号[14]）
- 木洩れ日のひと（『FEEL YOUNG』2023年9月号[15] - 連載中）

#### 読み切り
- 08:05の変顔さん[2]（『別冊マーガレット』2012年9月号別冊ふろく『bianca』1 1/2号） - デビュー作、『僕のオリオン』4巻電子版にのみ併録[16][17]。
- 気まぐれフランク（『別冊マーガレット』2013年2月号別冊ふろく『bianca』2 1/2号） - 単行本未収録。
- クライムクライム（『別冊マーガレット』2013年4月号別冊ふろく『別マTWO』Vol.9） - 単行本未収録。
- 17才の標本（『ザ マーガレット』2013年4月号） - 『青に光芒』に収録。
- バカと天邪鬼[18]（『bianca』Vol.3 2013年6月増刊号） - 単行本未収録。
- 雨が止んだら（『別冊マーガレットsister』2013年7月増刊号） - 『青に光芒』に収録。
- 青に光芒（『別冊マーガレットsister』2013年12月増刊号） - 『青に光芒』に収録。
- 10min[19]（『別冊マーガレット』2014年3月号別冊ふろく『moi!』Vol.1） - 単行本未収録。
- 眠る街のふたり（『別冊マーガレットsister』2014年4月増刊号） - 単行本未収録。
- 花咲くマーブル（『別冊マーガレット』2014年8月号別冊ふろく『moi!』Vol.6） - 『青に光芒』に収録。
- ドラマ[宇宙（そら）を駆けるよだか]撮影現場レポート！[20]（『別冊マーガレット』2018年9月号） - 単行本未収録。
- 私が好きな人[21]（『Cocohana』2022年1月号別冊ふろく『ココハナ創刊10周年 ANNIVERSARY BOOK』） - 単行本未収録。
- カザミドリ[22]（『Cocohana』2022年4月号） - 単行本未収録。

### 書籍
特記する作品以外、全て集英社、マーガレットコミックスから刊行されている。
- 『青に光芒』、2014年10月24日発売[23]、ISBN 978-4-08-845287-6
- 『宇宙を駆けるよだか』、2015年、全3巻
- 『箱庭のソレイユ』、2016年 - 2017年、全4巻
  1. 2016年6月24日発売[24][25]、ISBN 978-4-08-845598-3
  2. 2016年10月25日発売[26]、ISBN 978-4-08-845654-6
  3. 2017年2月24日発売[27]、ISBN 978-4-08-845719-2
  4. 2017年6月23日発売[28]、ISBN 978-4-08-845776-5
- 『僕のオリオン』、2018年 - 2021年、全6巻
  1. 2018年7月25日発売[29][30]、ISBN 978-4-08-844076-7
  2. 2019年1月25日発売[31]、ISBN 978-4-08-844161-0
  3. 2019年10月25日発売[32]、ISBN 978-4-08-844258-7
  4. 2020年8月25日発売[33]、ISBN 978-4-08-844355-3
  5. 2021年4月23日発売[34]、ISBN 978-4-08-844492-5
  6. 2021年10月25日発売[35]、ISBN 978-4-08-844532-8
- 『世界で一番早い春』、講談社〈KC KISS〉2018年 - 2021年、全5巻
  1. 2018年10月12日発売[36][37]、ISBN 978-4-06-513517-4
  2. 2019年9月13日発売[38]、ISBN 978-4-06-517044-1
  3. 2020年5月13日発売[39]、ISBN 978-4-06-519577-2
  4. 2021年2月12日発売[40]、ISBN 978-4-06-522248-5
  5. 2021年6月11日発売[41]、ISBN 978-4-06-523688-8
- 『木洩れ日のひと』、祥伝社〈FC swing〉2024年 - 、既刊3巻（2024年11月8日現在）
  1. 2024年1月6日発売[42]、ISBN 978-4-396-75039-8
  2. 2024年5月8日発売[43]、ISBN 978-4-396-75046-6
  3. 2024年11月8日発売[44]、ISBN 978-4-396-75060-2
  4. 2025年4月8日発売[45]、ISBN 978-4-396-75070-1

### その他
- エンタメ Pick Up![46]（『Kiss』2016年5月号）
- 漫画家さんの動物記[注 1]（『YOU』2017年9月号）
- 宇宙（）を駆けるよだか まんがノベライズ 〜クラスでいちばんかわいいあの子と入れかわれたら〜（著者：百瀬しのぶ、集英社みらい文庫、2018年[47]）原作・絵担当
- ミッキーマウス90周年記念イラスト集 gift（イラスト集、2019年[48]）イラスト寄稿

## 関連人物
- 咲坂伊緒[49][注 2] - アシスタント経験先。
- 井上淳哉[50]  - アシスタント経験先。